# Saduküla
Koordinaten: 58° 40′ N, 26° 17′ O
Saduküla (deutsch Saddoküll) ist ein Dorf (estnisch küla) in der estnischen Landgemeinde Puurmani im Kreis Jõgeva.

## Lage und Geschichte
Saduküla liegt etwa zwölf Kilometer von Puurmani entfernt. Durch das Dorf fließt der Fluss Kaave. Saduküla hat 241 Einwohner (Stand 2006).
Das Dorf wurde erstmals 1582 unter dem Namen Sodokula urkundlich erwähnt (nach anderen Quellen bereits 1426). 1776 wurde in dem Ort eine Schule gegründet. Das heutige Schulgebäude mit Kindergarten stammt von 1880. Es wurde nach Bränden 1923 und 1949 wieder aufgebaut.
1868 entstand eine orthodoxe Kirche einen Kilometer vom Dorfzentrum entfernt.

## Gut Saduküla
Das Gut von Saduküla gehörte seit 1632 (oder 1634) als Stadtgut zum livländischen Tartu (Dorpat). Die schlichten Gebäude entstanden vornehmlich in der zweiten Hälfte des 19. Jahrhunderts. Erhalten sind das einfache, einstöckige Haupthaus und zahlreiche Nebengebäude, die heute nach Umbauten meist landwirtschaftlich genutzt werden.
Saduküla war während der sowjetischen Besetzung Estlands Zentrum einer Sowchose.